# Tracy Austin
Tracy Austin (ur. 12 grudnia 1962 w Palos Verdes) – amerykańska tenisistka.
Jej syn Brandon Holt również jest profesjonalnym tenisistą.

## Kariera tenisowa
Jako 10-latka zdobyła mistrzostwo USA w kategorii do lat 12; łącznie triumfowała w 22 krajowych turniejach mistrzowskich w różnych kategoriach juniorskich, jednak praktycznie karierę wśród juniorek zakończyła już jako 14-latka.
Od 1977 występowała w turniejach zawodowych, w tym samym roku wygrała turniej w Portland oraz dotarła do ćwierćfinału wielkoszlemowego US Open; pokonała po drodze m.in. Sue Barker oraz Virginię Ruzici, a uległa Betty Stöve. Wygrała turniej w Portland zaledwie miesiąc po swoich 14. urodzinach stając się najmłodszą triumfatorką turnieju WTA. Była również najmłodszą ćwierćfinalistką któregokolwiek z turniejów wielkoszlemowych, wynik ten poprawiła dopiero Jennifer Capriati, osiągając jako 14-latka półfinał Wimbledonu w 1990 roku.
23 października 1978 roku Austin uzyskała oficjalnie status tenisistki zawodowej. Wygrała w grze pojedynczej dwa turnieje wielkoszlemowe US Open. Najpierw w 1979 roku pokonała w finale Chris Evert 6:4, 6:3, zostając jednocześnie najmłodszą mistrzynią US Open w historii oraz najmłodszą triumfatorką turnieju wielkoszlemowego w Erze Open tenisa (wynik ten poprawiła jedenaście lat później Monica Seles wygrywając French Open 1990, a następnie Martina Hingis Australian Open 1997). Dwa lata później ponownie triumfowała w Nowym Jorku pokonując w zaciętym finale Martinę Navrátilovą 1:6, 7:6(4), 7:6(1). W 1980 roku wygrała ponadto Wimbledon w grze mieszanej (w parze z bratem Johnem Austinem), a rok później, w tej samej konkurencji, przegrali w finale.
Wygrała łącznie 30 turniejów w grze pojedynczej, ostatni z nich w sezonie 1982 w San Diego. Skutecznie przerwała dominację dwóch wieloletnich liderek kobiecego tenisa na świecie, Evert i Navrátilovej, zostając 7 kwietnia 1980 na krótko liderką rankingu WTA.
Sukcesy w bardzo młodym wieku wyczerpały organizm Austin. W 1983 roku przerwała występy trapiona licznymi kontuzjami. Kilkukrotnie próbowała wrócić do zawodowego tenisa. Pierwszy raz już w lutym 1984 roku (zagrała w sumie w dwóch turniejach). Kolejną próbę powrotu skomplikował ciężki wypadek samochodowy w 1989 roku. Ostatecznie w latach 1993-1994 przez kilka miesięcy rywalizowała ponownie w cyklu turniejów WTA Tour, występując nawet w wielkoszlemowych Australian Open i French Open. Nie odniosła jednak sukcesów, a po porażkach w pierwszych meczach na kortach French Open (z Niemką Marketą Kochtą 0:6, 1:6) oraz w Eastbourne (z Kristine Radford 3:6, 4:6) powróciła na sportową emeryturę. Tenisem zajęła się jako komentatorka.
W barwach USA zdobyła trzykrotnie Puchar Federacji (1978, 1979, 1980) oraz dwukrotnie Puchar Wightman (1979 i 1981).
W 1992 została przyjęta w poczet członków Międzynarodowej Tenisowej Galerii Sławy.

## Historia występów wielkoszlemowych
Legenda
     W, wygrany turniej
     F, przegrana w finale
     SF, przegrana w półfinale
     QF, przegrana w ćwierćfinale
     xR, przegrana w x rundzie
     A, brak startu

### Występy w grze pojedynczej
| Turniej                | 1977 | 1977 | 1978 | 1979 | 1980 | 1981 | 1982 | 1983 | 1984 | 1985-1987      | 1988 | 1989 | 1990-1992      | 1993 | 1994 | Tytuły | Z-P     |
| ---------------------- | ---- | ---- | ---- | ---- | ---- | ---- | ---- | ---- | ---- | -------------- | ---- | ---- | -------------- | ---- | ---- | ------ | ------- |
| Australian Open        | A    | A    | A    | A    | A    | QF   | A    | A    | A    | Koniec kariery | A    | A    | Koniec kariery | A    | 2R   | 0 / 2  | 3 – 2   |
| French Open            | A    | A    | A    | A    | A    | A    | QF   | QF   | A    | Koniec kariery | A    | A    | Koniec kariery | A    | 1R   | 0 / 3  | 7 – 3   |
| Wimbledon              | 3R   | 3R   | 4R   | SF   | SF   | QF   | QF   | A    | A    | Koniec kariery | A    | A    | Koniec kariery | A    | A    | 0 / 6  | 20 – 6  |
| US Open                | QF   | QF   | QF   | W    | SF   | W    | QF   | A    | A    | Koniec kariery | A    | A    | Koniec kariery | A    | A    | 2 / 6  | 31 – 4  |
|                        |      |      |      |      |      |      |      |      |      |                |      |      |                |      |      |        |         |
| Ranking na koniec roku | 12   | 12   | 6    | 3    | 2    | 2    | 4    | 4    | –    | –              | –    | –    | –              | 115  | –    | 2 / 17 | 61 – 15 |

### Występy w grze podwójnej
| Turniej                | 1977                | 1977                | 1978                | 1979                | 1980                | 1981                | 1982                | 1983                | 1984 | 1985-1987      | 1988 | 1989 | 1990-1992      | 1993 | 1994 | Tytuły | Z-P   |
| ---------------------- | ------------------- | ------------------- | ------------------- | ------------------- | ------------------- | ------------------- | ------------------- | ------------------- | ---- | -------------- | ---- | ---- | -------------- | ---- | ---- | ------ | ----- |
| Australian Open        | A                   | A                   | A                   | A                   | A                   | A                   | A                   | A                   | A    | Koniec kariery | A    | A    | Koniec kariery | A    | A    | 0 / 0  | 0 – 0 |
| French Open            | A                   | A                   | A                   | A                   | A                   | A                   | A                   | A                   | A    | Koniec kariery | A    | A    | Koniec kariery | A    | A    | 0 / 0  | 0 – 0 |
| Wimbledon              | 3R                  | 3R                  | A                   | A                   | A                   | A                   | A                   | A                   | A    | Koniec kariery | A    | A    | Koniec kariery | A    | A    | 0 / 1  | 2 – 1 |
| US Open                | 2R                  | 2R                  | QF                  | QF                  | A                   | A                   | A                   | A                   | A    | Koniec kariery | 2R   | A    | Koniec kariery | A    | A    | 0 / 4  | 7 – 3 |
|                        |                     |                     |                     |                     |                     |                     |                     |                     |      |                |      |      |                |      |      |        |       |
| Ranking na koniec roku | Nie był publikowany | Nie był publikowany | Nie był publikowany | Nie był publikowany | Nie był publikowany | Nie był publikowany | Nie był publikowany | Nie był publikowany |      | –              | 47   | –    | –              | –    | –    | 0 / 5  | 9 – 4 |

### Występy w grze mieszanej
| Australian Open | A  | A  | A  | A  | A | A | A  | A | A | Koniec kariery | A  | A | Koniec kariery | A | A | 0 / 0 | 0 – 0  |  |  |  |  |  |  |  |  |  |  |
| French Open     | A  | A  | A  | A  | A | A | A  | A | A | Koniec kariery | A  | A | Koniec kariery | A | A | 0 / 0 | 0 – 0  |  |  |  |  |  |  |  |  |  |  |
| Wimbledon       | A  | A  | 3R | 1R | W | F | 1R | A | A | Koniec kariery | A  | A | Koniec kariery | A | A | 1 / 5 | 12 – 4 |  |  |  |  |  |  |  |  |  |  |
| US Open         | 2R | 2R | A  | A  | A | A | A  | A | A | Koniec kariery | SF | A | Koniec kariery | A | A | 0 / 2 | 3 – 2  |  |  |  |  |  |  |  |  |  |  |
|                 |    |    |    |    |   |   |    |   |   |                |    |   |                |   |   |       |        |  |  |  |  |  |  |  |  |  |  |
|                 |    |    |    |    |   |   |    |   |   |                |    |   |                |   |   | 1 / 7 | 15 – 6 |  |  |  |  |  |  |  |  |  |  |

### Występy w grze podwójnej w turniejach legend
| Turniej         | 2008                    | 2009                    | 2010                    | 2011                    | 2012                    | 2013 | 2014 | 2015 | 2016 | 2017 | 2018 | 2019 | Tytuły |
| --------------- | ----------------------- | ----------------------- | ----------------------- | ----------------------- | ----------------------- | ---- | ---- | ---- | ---- | ---- | ---- | ---- | ------ |
| Australian Open | turnieju nie rozgrywano | turnieju nie rozgrywano | turnieju nie rozgrywano | turnieju nie rozgrywano | turnieju nie rozgrywano | A    | RR   | NH   | A    | A    | A    | A    | 0 / 1  |
| French Open     | NH                      | NH                      | A                       | A                       | A                       | A    | A    | A    | RR   | W    | RR   | A    | 1 / 3  |
| Wimbledon       | A                       | RR                      | F                       | RR                      | RR                      | RR   | RR   | RR   | RR   | RR   | RR   | RR   | 0 / 9  |
| US Open         | turnieju nie rozgrywano | turnieju nie rozgrywano | turnieju nie rozgrywano | turnieju nie rozgrywano | turnieju nie rozgrywano | SF   | F    | W    | SF   | SF   | NH   | F    | 3 / 6  |

## Finały turniejów WTA
| Legenda                     | Legenda |
| --------------------------- | ------- |
| Wielki Szlem                |         |
| Igrzyska olimpijskie        |         |
| WTA Tour Championships      |         |
| Toyota Series Championships |         |
| 1971 – 1987                 |         |
| Virginia Slims Circuit      |         |
| Grand Prix Series           |         |
| Colgate Series              |         |

### Gra pojedyncza 44 (30–14)
| Końcowy wynik | Nr  | Data                 | Turniej         | Nawierzchnia    | Przeciwniczka           | Wynik finału        |
| ------------- | --- | -------------------- | --------------- | --------------- | ----------------------- | ------------------- |
| Zwyciężczyni  | 1.  | 16 stycznia 1977     | Portland        | Dywanowa (hala) | Stacy Margolin          | 6:7, 6:3, 4:1 krecz |
| Finalistka    | 1.  | 12 marca 1978        | Dallas          | Dywanowa (hala) | Evonne Goolagong Cawley | 6:4, 0:6, 2:6       |
| Finalistka    | 2.  | 8 października 1978  | Phoenix         | Twarda          | Martina Navrátilová     | 4:6, 2:6            |
| Zwyciężczyni  | 2.  | 29 października 1978 | Filderstadt     | Dywanowa (hala) | Betty Stöve             | 6:3, 6:3            |
| Zwyciężczyni  | 3.  | 26 listopada 1978    | Tokio           | Dywanowa (hala) | Martina Navrátilová     | 6:1, 6:1            |
| Zwyciężczyni  | 4.  | 7 stycznia 1979      | Waszyngton      | Dywanowa (hala) | Martina Navrátilová     | 6:3, 6:2            |
| Finalistka    | 3.  | 4 lutego 1979        | Chicago         | Dywanowa (hala) | Martina Navrátilová     | 3:6, 4:6            |
| Finalistka    | 4.  | 25 marca 1979        | Nowy Jork       | Dywanowa (hala) | Martina Navrátilová     | 3:6, 6:3, 2:6       |
| Zwyciężczyni  | 5.  | 15 kwietnia 1979     | Amelia Island   | Ceglana         | Kerry Reid              | 7:6(3), 7:6(7)      |
| Zwyciężczyni  | 6.  | 13 maja 1979         | Rzym            | Ceglana         | Sylvia Hanika           | 6:4, 1:6, 6:3       |
| Zwyciężczyni  | 7.  | 5 sierpnia 1979      | San Diego       | Twarda          | Martina Navrátilová     | 6:4, 6:2            |
| Finalistka    | 5.  | 26 sierpnia 1979     | Mahwah          | Twarda          | Chris Evert-Lloyd       | 7:6(2), 4:6, 1:6    |
| Zwyciężczyni  | 8.  | 8 września 1979      | US Open         | Twarda          | Chris Evert-Lloyd       | 6:4, 6:3            |
| Zwyciężczyni  | 9.  | 11 października 1979 | Filderstadt     | Dywanowa (hala) | Martina Navrátilová     | 6:2, 6:0            |
| Zwyciężczyni  | 10. | 16 grudnia 1979      | Tokio           | Twarda (hala)   | Martina Navrátilová     | 6:2, 6:1            |
| Finalistka    | 6.  | 7 stycznia 1980      | Landover        | Dywanowa (hala) | Martina Navrátilová     | 2:6, 1:6            |
| Zwyciężczyni  | 11. | 13 stycznia 1980     | Cincinnati      | Dywanowa (hala) | Chris Evert-Lloyd       | 6:2, 6:1            |
| Zwyciężczyni  | 12. | 3 lutego 1980        | Seattle         | Dywanowa (hala) | Virginia Wade           | 6:2, 7:6(1)         |
| Finalistka    | 7.  | 10 lutego 1980       | Los Angeles     | Dywanowa (hala) | Martina Navrátilová     | 2:6, 0:6            |
| Zwyciężczyni  | 13. | 16 marca 1980        | Boston          | Dywanowa (hala) | Virginia Wade           | 6:2, 6:1            |
| Zwyciężczyni  | 14. | 23 marca 1980        | Nowy Jork       | Dywanowa (hala) | Martina Navrátilová     | 6:2, 2:6, 6:2       |
| Zwyciężczyni  | 15. | 25 marca 1980        | Carlsbad        | Dywanowa (hala) | Martina Navrátilová     | 6:4, 6:3            |
| Zwyciężczyni  | 16. | 13 kwietnia 1980     | Hilton Head     | Ceglana         | Regina Maršíková        | 3:6, 6:1, 6:0       |
| Finalistka    | 8.  | 4 maja 1980          | Orlando         | Ceglana         | Martina Navrátilová     | 2:6, 4:6            |
| Zwyciężczyni  | 17. | 21 czerwca 1980      | Eastbourne      | Trawiasta       | Wendy Turnbull          | 7:6(3), 6:2         |
| Zwyciężczyni  | 18. | 3 sierpnia 1980      | San Diego       | Twarda          | Wendy Turnbull          | 6:1, 6:3            |
| Zwyciężczyni  | 19. | 5 października 1980  | Minneapolis     | Dywanowa (hala) | Dianne Fromholtz        | 6:1, 2:6, 6:2       |
| Zwyciężczyni  | 20. | 9 listopada 1980     | Filderstadt     | Dywanowa (hala) | Sherry Acker            | 6:2, 7:5            |
| Finalistka    | 9.  | 16 listopada 1980    | Tampa           | Twarda          | Andrea Jaeger           | walkower            |
| Finalistka    | 10. | 20 listopada 1980    | Tokio           | Twarda (hala)   | Martina Navrátilová     | 4:6, 3:6            |
| Zwyciężczyni  | 21. | 21 grudnia 1980      | Tucson          | Dywanowa (hala) | Mareen Louie Harper     | 6:2, 6:0            |
| Zwyciężczyni  | 22. | 11 stycznia 1981     | East Rutherford | Dywanowa (hala) | Andrea Jaeger           | 6:2, 6:2            |
| Zwyciężczyni  | 23. | 20 czerwca 1981      | Eastbourne      | Trawiasta       | Andrea Jaeger           | 6:3, 6:4            |
| Zwyciężczyni  | 24. | 2 sierpnia 1981      | San Diego       | Twarda          | Pam Shriver             | 6:2, 5:7, 6:2       |
| Zwyciężczyni  | 25. | 23 sierpnia 1981     | Toronto         | Twarda          | Chris Evert-Lloyd       | 6:1, 6:4            |
| Zwyciężczyni  | 26. | 13 września 1981     | US Open         | Twarda          | Martina Navrátilová     | 1:6, 7:6(4), 7:6(1) |
| Zwyciężczyni  | 27. | 27 września 1981     | Atlanta         | Twarda          | Mary-Lou Daniels        | 4:6, 6:3, 6:3       |
| Finalistka    | 11. | 4 października 1981  | Minneapolis     | Dywanowa (hala) | Martina Navrátilová     | 0:6, 2:6            |
| Zwyciężczyni  | 28. | 2 listopada 1981     | Filderstadt     | Dywanowa (hala) | Martina Navrátilová     | 4:6, 6:3, 6:4       |
| Zwyciężczyni  | 29. | 20 grudnia 1981      | East Rutherford | Dywanowa (hala) | Martina Navrátilová     | 2:6, 6:4, 6:2       |
| Zwyciężczyni  | 30. | 1 sierpnia 1982      | San Diego       | Twarda          | Kathy Rinaldi           | 7:6, 6:3            |
| Finalistka    | 12. | 24 października 1982 | Filderstadt     | Dywanowa (hala) | Martina Navrátilová     | 3:6, 3:6            |
| Finalistka    | 13. | 12 grudnia 1982      | Richmond        | Dywanowa (hala) | Wendy Turnbull          | 7:6(3), 2:6, 4:6    |
| Finalistka    | 14. | 10 kwietnia 1983     | Hilton Head     | Ceglana         | Martina Navrátilová     | 7:5, 1:6, 0:6       |

### Gra podwójna 7 (5–2)
| Końcowy wynik | Nr | Data                 | Turniej     | Nawierzchnia    | Partnerka    | Przeciwniczki                   | Wynik finału     |
| ------------- | -- | -------------------- | ----------- | --------------- | ------------ | ------------------------------- | ---------------- |
| Zwyciężczyni  | 1. | 8 października 1978  | Phoenix     | Twarda          | Betty Stöve  | Martina Navrátilová Anne Smith  | 6:4, 6:7, 6:2    |
| Zwyciężczyni  | 2. | 29 października 1978 | Filderstadt | Dywanowa (hala) | Betty Stöve  | Mima Jaušovec Virginia Ruzici   | 6:3, 6:2         |
| Finalistka    | 3. | 26 listopada 1978    | Tokio       | Dywanowa (hala) | Kathy May    | Martina Navrátilová Betty Stöve | 6:4, 6:7, 3:6    |
| Finalistka    | 2. | 14 stycznia 1979     | Oakland     | Dywanowa (hala) | Betty Stöve  | Rosie Casals Chris Evert        | 6:3, 4:6, 3:6    |
| Zwyciężczyni  | 3. | 28 stycznia 1979     | Hollywood   | Twarda          | Betty Stöve  | Rosie Casals Wendy Turnbull     | 6:2, 2:6, 6:2    |
| Zwyciężczyni  | 4. | 26 sierpnia 1979     | Mahwah      | Dywanowa (hala) | Betty Stöve  | Mima Jaušovec Regina Maršíková  | 7:6(4), 2:6, 6:4 |
| Zwyciężczyni  | 5. | 3 sierpnia 1980      | San Diego   | Twarda          | Ann Kiyomura | Rosie Casals Wendy Turnbull     | 3:6, 6:4, 6:3    |

### Gra mieszana 2 (1–1)
| Końcowy wynik | Nr | Data         | Turniej   | Nawierzchnia | Partner     | Przeciwnicy                     | Wynik finału     |
| ------------- | -- | ------------ | --------- | ------------ | ----------- | ------------------------------- | ---------------- |
| Zwyciężczyni  | 1. | 6 lipca 1980 | Wimbledon | Trawiasta    | John Austin | Dianne Fromholtz Mark Edmondson | 6:4, 5:7, 6:4    |
| Finalistka    | 1. | 4 lipca 1981 | Wimbledon | Trawiasta    | John Austin | Betty Stöve Frew McMillan       | 6:4, 6:7(2), 3:6 |

## Występy w Turnieju Mistrzyń

### W grze pojedynczej
| Rok         | Rezultat    | Rywalka             | Wynik         |
| 1979        | Finał       | Martina Navrátilová | 3:6, 6:3, 2:6 |
| 1979 Toyota | Finał       | Martina Navrátilová | 2:6, 1:6      |
| 1980        | Zwycięstwo  | Martina Navrátilová | 6:2, 2:6, 6:2 |
| 1980 Toyota | Zwycięstwo  | Andrea Jaeger       | 6:2, 6:2      |
| 1981 Toyota | Zwycięstwo  | Martina Navrátilová | 2:6, 6:4, 6:2 |
| 1982 Toyota | Półfinał    | Chris Evert-Lloyd   | 0:6, 0:6      |
| 1983        | Ćwierćfinał | Sylvia Hanika       | 4:6, 5:7      |

## Występy w turnieju WTA Doubles Championships
| Rok  | Rezultat    | Partnerka    | Przeciwniczki                        | Wynik         |
| 1993 | Ćwierćfinał | Elna Reinach | Gigi Fernández Natalla Zwierawa      | 2:6, 6:2, 5:7 |
| 1994 | Półfinał    | Pam Shriver  | Jana Novotná Arantxa Sánchez Vicario | 2:6, 2:6      |